# Pedioplanis mayeri
Pedioplanis mayeri — вид ящірок родини ящіркових (Lacertidae). Ендемік Намібії. Описаний у 2021 році.

## Назва
Вид названий на честь австрійського герпетолога Вернера Маєра (1943—2015), фахівця з ящіркових, який першим помітив відмінність цього виду та за його внесок у дослідження роду Pedioplanis.

## Опис
Довжина ящірки P. mayeri (без врахування хвоста) становить 41-53 мм.

## Поширення і екологія
P. mayeri мешкають в регіоні Еронго на півночі Намібії, на південь від річки Кунене і на схід від пустелі Наміб уздовж схилів Великого Уступу, звідти по всьому сході регіону Кунене, досягаючи північно-східної частини регіону Еронго та на схід через регіон Очосондьюпа, досягаючи Ошиканго (регіон Східне Каванго) на півночі, Гобабіса (регіон Омахеке) на південному сході та Наухаса на півдні (регіон Кхомас). Вони живуть на сухих луках, в саванах і чагарникових заростях та у напівпустелях, на висоті від 200 до 1600 м над рівнем моря. Відкладають яйця. Сезон розмноження припадає на весну.